# 桃花潭站 (西安市)
桃花潭站位于中华人民共和国陕西省西安市灞桥区与未央区交界处，浐灞生态区内，浐河东岸，是西安地铁3号线的一个车站。该站于2016年11月8日开通运营。
该站位于浐河桃花潭旁，以桃园的粉色为主色调，是地铁3号线高架段规模最大的车站。

## 车站结构
本站为高架侧式站台车站，站厅位于二层，站台位于三层。
本站设于广安路主辅道分隔带上，故此处以广安路作为地面层基准。
B出入口平台设通往浐河东路的通道。
- 站徽（2023年10月）
- 站厅（2023年7月）
- 往保税区站站台（2023年7月）
- 往鱼化寨站站台（2023年7月）

| 地上三层 站台层 | 侧式站台，右侧开门        | 侧式站台，右侧开门                             |
| 地上三层 站台层 | 3号线往鱼化寨（广泰门）   |                                                |
| 地上三层 站台层 | 3号线往保税区（浐灞中心） |                                                |
| 地上三层 站台层 | 侧式站台，右侧开门        |                                                |
| 地上二层 站厅层 | 站厅                      | 客务中心、自动售票机、进出站闸机、长安通自助机 |
| 地面            | 出入口                    | A、B出入口，广安路                             |
| 地下一层        | 出入口                    | B出入口（垂直电梯），浐河东路                  |

## 出入口
本站共有4个出入口，A1、A2出入口位于广安路北侧，B1、B2出入口位于广安路南侧。
|        |                                              |                                              |      |      |
| 编号   | 指引                                         | 指引                                         | 图片 | 图片 |
| A1     | 广安路（北）、金桥五路                       | 金茂十路、浐灞·城市广场                      |      |      |
| A2     | 广安路（北）、金桥五路                       | 浐河东路                                     |      |      |
| B1、B2 | 广安路（南）、浐河东路、金桥三路、桃花潭公园 | 广安路（南）、浐河东路、金桥三路、桃花潭公园 |      |      |

## 接驳公交

### 东侧东行，近B出口
| 桃花潭地铁口 | 桃花潭地铁口       | 桃花潭地铁口 | 桃花潭地铁口   | 桃花潭地铁口 |
| 编号         | 路线               | 路线         | 路线           | 备注         |
| ------------ | ------------------ | ------------ | -------------- | ------------ |
| 20           | 安邸立交公交调度站 | ⇆            | 南二环经九路口 |              |

### 南侧，近B出口
| 竹影廊桥  | 竹影廊桥           | 竹影廊桥 | 竹影廊桥     | 竹影廊桥 |
| 编号      | 路线               | 路线     | 路线         | 备注     |
| --------- | ------------------ | -------- | ------------ | -------- |
| 129       | 安邸立交公交调度站 | ⇆        | 浐河         |          |
| 浐灞1号线 | 通塬路公交调度站   | ⇆        | 馨和居       |          |
| 浐灞4号线 | 通塬路公交调度站   | ⇆        | 浐灞商务中心 |          |